# Telesus
Telesus is een geslacht van kevers uit de familie  
kniptorren (Elateridae).
Het geslacht is voor het eerst wetenschappelijk beschreven in 1880 door Candèze.

## Soorten
Het geslacht omvat de volgende soorten:
- Telesus ritsemae Candèze, 1880
- Telesus rufus Cobos, 1970
- Telesus vanderplaetseni Girard, 2003